# Rio Piraí (Rio de Janeiro)
Pour les articles homonymes, voir Rio Piraí.
 (novembre 2013).
Si vous disposez d'ouvrages ou d'articles de référence ou si vous connaissez des sites web de qualité traitant du thème abordé ici, merci de compléter l'article en donnant les références utiles à sa vérifiabilité et en les liant à la section « Notes et références ».
Le Rio Piraí est un cours d'eau brésilien de l'État de Rio de Janeiro. C'est un affluent de la rive droite du rio Paraíba do Sul.

## Géographie
Il prend sa source sur le territoire de la municipalité de Rio Claro et arrose les communes de Piraí et Barra do Piraí, où il rejoint sa confluence.

## Aménagements
Le barrage de Santana est établi sur son cours.